# Bronowice (powiat żarski)
Bronowice (do 1945 niem. Braunsdorf, łuż. Brunojce) – wieś w Polsce położona w województwie lubuskim, w powiecie żarskim, w gminie Trzebiel.
W latach 1975–1998 miejscowość administracyjnie należała do województwa zielonogórskiego.

## Zabytki
Do wojewódzkiego rejestru zabytków wpisany jest:
- dom nr 8, szachulcowy, z XVIII wieku.